# شهرستان هاردین (کنتاکی)
شهرستان هاردین، کنتاکی (به انگلیسی: Hardin County, Kentucky) یک سکونتگاه مسکونی در ایالات متحده آمریکا است که در کنتاکی واقع شده‌است.